# 조선민주주의인민공화국의 역사
이 문서에서는 조선민주주의인민공화국의 역사에 대해 설명한다.

## 1945년 이전
평양직할시 강동군 문흥리에 있는 단군릉(檀君陵)이 있다. 조선민주주의인민공화국에서는 이를 고조선의 지도자였던 단군(과 그의 부인)의 능이라고 주장한다.  함경남도 금야군 비단리에 있는 소라리토성도 대표적인 고조선 유적이다.
삼국시대의 대표적인 유물로는 동명성왕의 묘라 추정되는 조선민주주의인민공화국의 국보 36호 동명왕릉과 고구려의 궁이었던 국보 2호 안학궁터와 국보 8호 대성산성 복원물과 더불어 조선민주주의인민공화국의 국보 공동 2호 보통문, 국보 4호 대동문, 국보 19호 을밀대 등의 고구려 장안성에 관련된 유적도 남아있다. 2004년 7월 1일, 유네스코 세계유산 위원회(WHC)에 의해 평안도와 황해도일대의 고구려 고분군(高句麗 古墳群)이 세계유산으로 등록되었다.
발해의 수도인 5경중 남해부(南海府)는 남경(南京)이라 불렸으며 함경남도 함흥시에 위치하였다. 황해도는 신라에 귀속되었다.

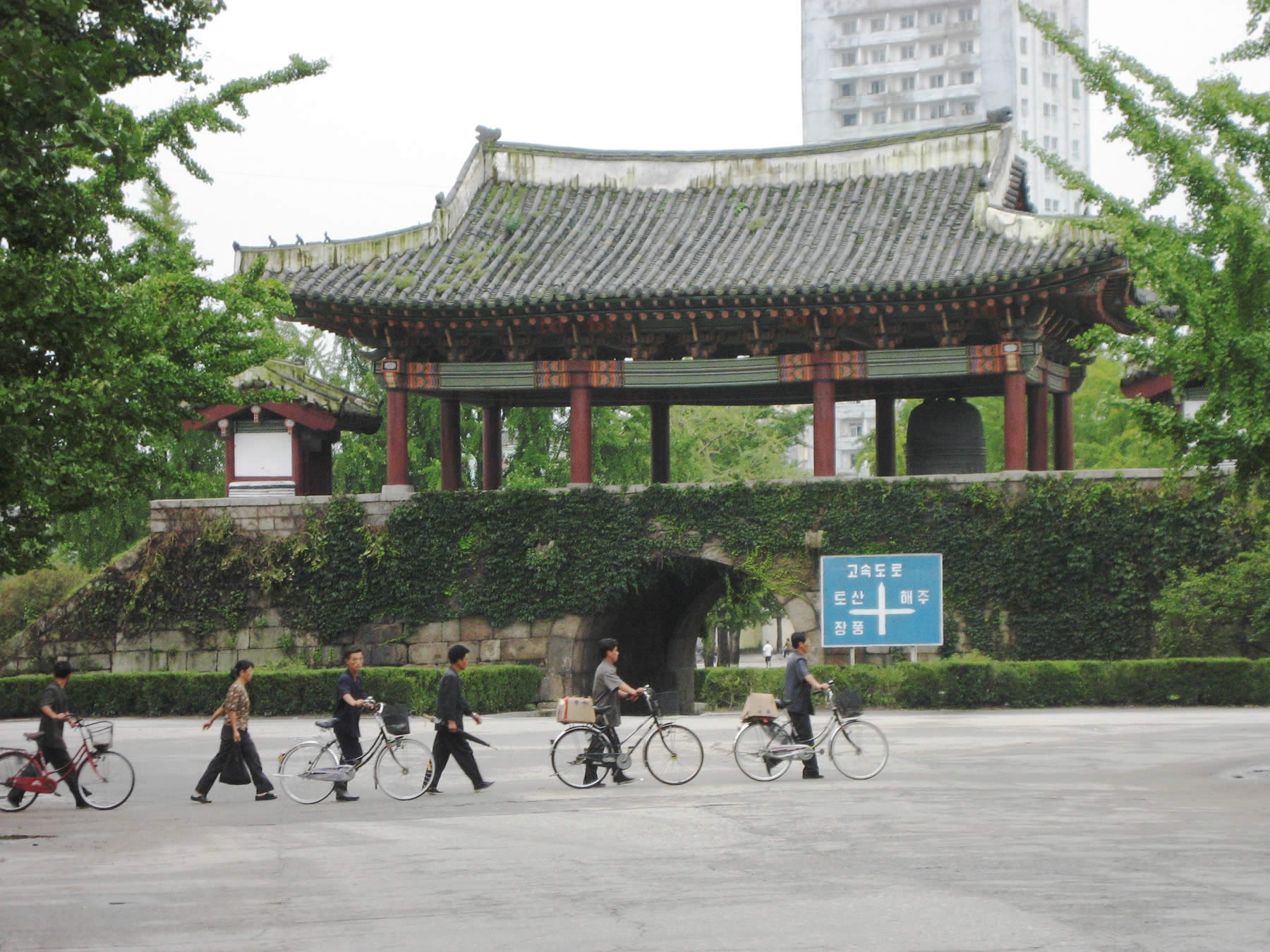
개성역사유적지구

고려시대의 유적이 보존되어 있는 개성역사유적지구(開城歷史遺蹟地區)는 2013년 6월 23일, 제37차 유네스코 세계유산 위원회(WHC) 프놈펜 회의에서, 세계 문화유산으로 등록되었다. 고려 말기와 조선 초기에는 “동북면”(東北面)이라고 불리는 지역이 있었으며, 지금의 함경도 일원이다. 8도제가 도입되면서 평안도와 함경도가 설치되었다. 김종서와 최윤덕은 세종의 명을 받아 여진족을 몰아내고 4군 6진을 개척하여 북쪽으로 오늘날과 거의 동일한 경계를 만들었다.
조선의 중심권역이었던 경기도, 충청도 출신을 가리키는 기호인과  평안도, 황해도, 개성을 출신은 가리키는 서북인간의 갈등이 심화되었다. 1811년(순조 11년)에 평안도의 홍경래가 반란을 일으키기도 하였다. 관서 지방에서는 외래사상이 일찍 유입되어 선천(宣川)·정주(定州)를 중심으로 개신교가 전파됨에 따라 많은 개신교 교육기관이 설립되었다. 당시 개신교는 관서지방에서 보수적 관료층이 아닌 근대화의 경향을 강하게 지녔던 자립적 중산층에 의해 수용되었고, 이 자립적 중산층은 기독교를 믿음으로써 나라의 모든 모순을 제거하고 개화를 이룩하게 될 것으로 확신하고 있었다. 따라서 관서지방의 기독교적 전통은 상당히 강하였다. 또한 관서 지방의 대표격인 평양에서 1907년에 평양 대부흥이 일어나서 "동방의 예루살렘"으로 불릴 정도였다.
근대 한국을 가르는 기준으로는 1862년 고종의 즉위식을 시작으로 구분되지만, 1876년 강화도 조약에 따른 개항 이후, 1897년 대한제국의 선포 이후, 1948년 대한민국 정부 수립 이후 등 여러 이견이 있다. 다만, 현재 대한민국 헌법은 1919년 3.1운동에 따라 수립된 대한민국 임시정부를 현재 대한민국의 기원으로 본다.
1910년 8월 29일 대한제국은 경술국치를 맞아 일본 제국의 식민지가 되었다.

## 형성기

김일성

1945년 8월 15일 광복 이후, 38도선 이북에서는 민족주의 계열의 조만식을 위원장으로 하는 평남 건국준비위원회가 결성되었으나, 소련의 김일성 지지와 지원으로 평남건준위는 유명무실화되었고, 조만식을 비롯한 민족주의계 인사들은 김일성에 의해 숙청되었다.
1945년 9월 11일 국내파 공산주의자들에 의해 재건되었다.1945년 10월 3일 소비에트 민정청을 설치했으며
1945년 12월 17일 조선공산당 북조선분국 제3차 확대집행위원회에서 소련 점령군 사령부의 각본에 따라 김일성이 책임 비서로 선출되었다. 1946년 1월 3일 조선공산당 중앙위원회는 민족통일자주독립촉성 서울시민대회를 열었다. 1946년 2월 8일 김일성을 위원장으로 하는 북조선 림시 인민 위원회가 구성되어 사실상 정부의 구실을 하였다. 그리고서는 무상분배 토지개혁 단행, 국유화 등 개혁을 했고, 1947년 6월29일 대한민국과 같은 애국가를 조선민주주의인민공화국의 국가로 변경했다. 1948년 2월 8일 조선인민군을 창설했으며 1948년 7월 10일 태극기를 인공기로 교체했다. 이 후 공산주의 지배 체제를 확고히 한 뒤에는 수상을 김일성으로 하고 부수상을 박헌영으로하는 1948년 9월 9일 조선민주주의인민공화국이 수립되었다. 초기에 대체로 정치 구성원은 갑산파의 김일성, 남로당파 박헌영, 연안파 김두봉, 소련파 등으로 이뤄져 연립내각체제에 있었다. 곧, 부수상 겸 외무상에 박헌영, 부수상에 홍명희, 부수상 겸 산업상에 박헌영, 국가기획위원장에 정준택, 민족보위상에 최용건, 국가검열상(국방상)에 김원봉, 내상(內相)에 박일우, 농림상에 박문규, 상상(商相)에 장지우, 교통상에 주영하, 재정상에 최창익, 교육상에 백남운, 체신상에 김정규, 사법상에 리승엽, 문화선전상에 허정숙, 노동상에 허성택, 보건상에 이병남, 도시경영상에 이영, 무임소상에 이극로를 각각 임명하였다.
소련군 태평양 함대에 입대하여 웅진, 나진, 청진 등 상륙작전에 활약하여 적기훈장을 수여하는 등 조선민주주의인민공화국 정권 수립 이후 문화선전성 제1부상(차관)을 지내기도 했던 조선민주주의인민공화국의 대표적 소련파 정상진은 "북한은 해방 후 20년 역사를 위조했다"며 "일본군을 내몬 뒤 소련 정부에서 북한 정권 수립을 지원하라는 명령을 받았어요. 해방 후 원산항(港)에 귀국하는 김일성을 맞으러 간 것도 접니다. 소련은 고려인을 통해 북한에 영향력을 행사하려 했어요. 1945년부터 1965년까지 북한에서 발표된 모든 연설문은 다 소련에서 작성됐어요."라고 폭로했다.

## 김일성 집권기

### 한국전쟁(6·25전쟁)

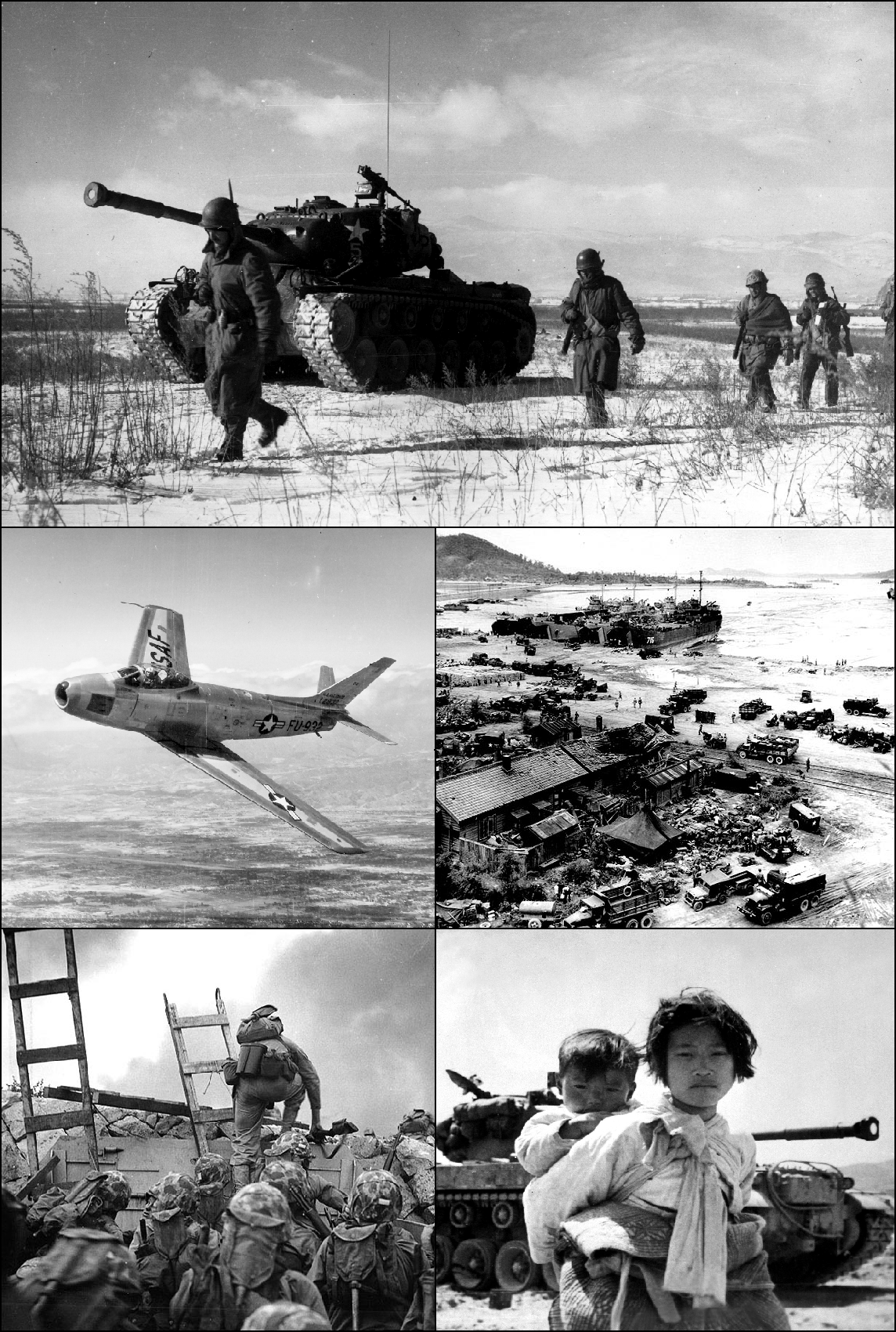
한국전쟁

#### 한국 전쟁의 사전 준비
김일성은 조선로동당의 일당독재를 기반으로 반대파(민족주의자, 종교인 특히 북조선 수립 이전 융성하던 개신교, 지주, 마름, 기업가, 기술자 등을 포함한 상당수의 북조선 인민)에 대한 철저한 숙청을 통하여 북조선 내 정치적 입지를 강하게 다지고 있었다. 또한, 북조선은 최고인민회의 간부회의를 통하여 통일을 위하여 점령군의 즉각적인 철수를 요구하자, 소련은 이에 호응하여 북한에 있는 모든 군대를 그 이듬해(1949년) 1월까지 모두 철수시키겠다고 발표했다.(1948년 9월 20일)  북조선 주둔 소련군은 1948년 12월 시베리아로 철수하였다. 그후 그들은 미군도 남한으로부터 철수할 것을 요구하고 소련군이 먼저 철수한 점을 내세워 정치적인 선전공세를 펴기 시작하자 미국은 당황하기 시작했다.
그러나, 한편으로 소련 정부는 모스크바에서 비밀리에 군수뇌회담을 개최하여 철군이후의 구체적인 계획을 수립하고 '특별군사사절단'을 통해서 집행하기로 하였다. 이 회의에는 김일성 등 북조선과 중화인민공화국의 고위 군부 대표도 참석하였다. 모스크바 계획이라고 불리는 전쟁준비 계획은 만주에 있던 조선인 의용군 부대를 북한으로 귀국시켜 5개 사단을 갖게 하고 이외에 8개의 전방사단과 우수한 장비를 보유한 8개의 예비사단, 그리고 500대의 탱크를 보유하는 2개의 기갑사단을 갖게 하는 것이었다.

#### 전쟁의 개시
조선민주주의인민공화국은 대한민국(남한)을 공산화하기 위한 전쟁을 준비하고, 마침내 1950년 6월 25일 새벽 4시에 38도선 전역에 걸쳐서 선전포고도 없이 남한을 공격하여 한국 전쟁(6·25전쟁)을 일으켰다.
이후 3년간 계속된 전쟁은 한반도에 엄청난 피해를 안겨다 주었다. 수많은 사람들이 죽거나 다치고 전 국토가 초토화되어 대부분의 산업 시설이 파괴되었다. 이와 동시에 대한민국과 조선민주주의인민공화국 간에는 적대 감정이 팽배하게 되어 분단이 더욱 고착화되었다.
- 전쟁 중이던 1952년 12월 '원수'의 호칭이 제정되었고, 1953년 2월 8일 인민군 창건 5주년에 김일성이 공화국 최초의 원수가 되어 '김일성 장군'에서 '김일성 원수'로 불리게 되었다. 1953년 5월부터는 《김일성선집》이 간행되기 시작하였다. 1953년 7월 28일 김일성은 공화국영웅 칭호와 국기훈장 제일급을 수여받았다.[5]
- 김일성은 1953년 7월 28일 라디오 방송 연설에서 전쟁이 "조선 인민의 승리"로 끝났다고 주장하였다. 그의 해석에 따르자면, "미국의 제국주의자들이 이승만 괴뢰 도당을 부추겨 일으킨 전쟁에서 조선 인민과 인민군은 영용하게 싸워 승리했다"는 것으로 해서 일방적인 승리라고 확신을 하였다.[6]

### 남로당파의 숙청
1953년, 김일성은 남로당의 2인자 리승엽을 미제와 내통했다는 간첩 혐의로 처형했다. 연이어 같은해 3월, 남로당의 지도자였던 박헌영은 부수상직을 상실하고 구속되었다. 리강국과 권오진 등의 남로당 간부들 대다수가 체포 및 구속되었다. 1953년 김남천과 임화 등의 남조선 지역 출신 문학가들도 연이어 구속 및 처형되었다. 1955년 12월 박헌영과 리강국은 사형 선고를 받고 추후에 처형되었다. 1958년에는 허성택이 처형되었다.

### 8월 종파 사건
1956년 8월, 최창익과 박창옥 등 연안파, 소련파가 소련공산당 제20차 전원회의의 테제를 방패삼아 당의 정책과 김일성 개인숭배 등을 비판하려 하였다. 이에 대해 김일성 계열의 최창익 일파는 이러한 주장을 수정주의와 우익투항주의이라고 간주하며 종파주의를 비판하였다. 당시 동유럽을 순방하고 있던 김일성은 귀국한 직후 최창익, 박창옥, 윤공흠 등을 모두 즉각 '반당종파분자'로 규정하고 출당조치하였다. 그리고 당과 김일성을 비판한 해당 사건은 '8월 종파 사건'으로 명명되었고, 8월 종파 사건과 연관된 연안파와 소련파는 김일성에 의하여 철저하게 숙청되었다. 1956년 12월, 당중앙위원회 전원회의에서 숙청작업은 마무리되었다.

### 도서 정리 사업
1967년 5월 25일, 조선노동당 중앙위원회 4기 15차 전원회의에서 김일성은 자본주의, 수정주의, 교조주의 등을 몰아내고 철저한 당의 유일사상체계를 확립해야된다라는 내용의 "5.25 교시"를 발표하였다. 5.25 교시가 발표된 이후 시작된 도서 정리 사업은 전국의 모든 출판물, 음악, 문화요소 등을 검열하고 당의 정책과 령도사상에 반대되는 모든 요소를 완벽하게 제거하였다. 조선로동당 내에 남아있던 마지막 분파인 "갑산파"도 도서 정리 사업을 즈음하여 완전히 제거되었다. 당국은 조선사의 주요한 인물인 이순신, 을지문덕, 세종대왕 등의 업적을 축소하고 김일성의 권위의 아래에 두었다. 판소리는 "쌕소리"로 간주되어 춘향전, 심청전, 베벵이굿 등 판소리 문화가 완전히 말살되었다. 사회, 문화, 역사, 교육 등 국가 전방면으로 대대적인 검열이 이루어지고 기존의 전통문화와 외래문화가 말살되었다. 그 빈자리는 조선로동당과 김일성이 제시한 유일사상, 주체사상이 이를 대체하였다. 이러한 도서 정리 사업은 1974년까지 계속되었다.

### 주체 사상의 설립과 체제 경쟁
8월 종파 사건을 계기로 소련파 및 연안파가 숙청당하고, 이때 중·소 분쟁을 계기로 주체 사상이 등장하였다. 60년대에는 경제 건설을 우선시하는 갑산파 온건세력들이 숙청 당했고, 1967년 주체 사상이 지도 이념화되었다. 1972년에는 대한민국과 7.4 남북 공동성명을 맺었다. 이어서 김일성은 사회주의 헌법을 제정하여 주체사상을 확립하였는데 이는 국가 원수가 수상제에서 주석제로 바뀌었고, 주석의 권한은 입법, 사법, 행정의 모든 권력이 장악하여 김일성 유일 체제를 확립하게 하였다. 1974년, 김일성의 독재체제를 신성화하고 절대화하는 내용의 당의 유일사상체계확립의 10대 원칙이 발표되었다. 그리고 이때 '주체 사상'을 헌법에 최초로 규범화하였다.
1960년대부터 대한민국(남한)·미국·일본의 안보 체제 구축과 국제 정세의 악화로 위기에 놓인 조선민주주의인민공화국은 국방 건설을 위하여 이른바 4대 군사 노선을 채택하여 군수 공업 발전에 박차를 가하였다. 아울러 김일성과 조선로동당의 장기 독재를 강화하기 위해 이른바 주체 로선을 강조하였다. 대남 정책에서는 겉으로는 평화적인 남북 연방제 통일 방안을 제시하고, 내면으로는 남한에 통일혁명당을 조직하여 주체 사상에 입각한 내부 혁명을 부추겼으며, 무장 군인을 파견하여 무력 도발을 일으켰다.

## 김정일 집권기

김정일

### 김정일 후계 체제의 확립
1980년대에 김정일 후계 체제가 공식화되면서, 1990년대 김일성의 사후 김정일 중심 체제가 강화되어갔다. 1992년 헌법 개정을 통해서 주석의 권한을 축소하는 대신, 군사 관련 기능 및 권한을 국방위원회로 통합하여 김정일 체제가 별다른 파벌 분쟁없이, 공고해져 갔다. 그리고 1998년 헌법 개정을 한번더 하면서, 주석제가 폐지되고, 국방위원장의 권한이 강화되어 완전히 확립되었다.

### 고난의 행군
1990년대 초반부터 동독과 소련을 비롯한 공산주의 국가들이 차례로 붕괴하면서 조선은 기존의 공산권으로 받던 경제적 지원과 교류가 단절되게 되었다. 또한 1993년에는 흉작이 일어나고 그 이후에도 연이어 겹친 수해와 대흉작으로 곡물 생산량은 급감했고, 식량이 부족하자 기존의 배급제가 완전히 붕괴하면서 전국적으로 아사자가 속출하고 영양실조가 만연하게 되었다. 심각한 경제난이 계속되자 조선 당국은 이러한 사태를 "고난의 행군"으로 명명하고 이를 이기어 나가자며 선전 선동을 지속했다. 한편 김정일은 심각한 경제난으로 인한 정치적 불안을 타개하기 심화조 사건을 일으키고 강력한 숙청을 반복하며 공포 정치를 진행했다.

### 6·15 남북 공동선언
한국의 김대중 대통령과 북한의 김정일 국방위원장이 합의하여 발표한 6·15 남북 공동선언의 내용은 다음과 같다.
1. 남과 북은 나라의 통일문제를 그 주인인 우리 민족끼리 서로 힘을 합쳐 자주적으로 해결해 나가기로 하였다.
2. 남과 북은 나라의 통일을 위한 남측의 연합 제안과 북측의 낮은 단계의 연방제안이 서로 공통성이 있다고 인정하고 앞으로 이 방향에서 통일을 지향시켜 나가기로 하였다.
3. 남과 북은 올해 8·15에 즈음하여 흩어진 가족, 친척 방문단을 교환하며 비전향 장기수 문제를 해결하는 등 인도적 문제를 조속히 풀어 나가기로 하였다.
4. 남과 북은 경제협력을 통하여 민족경제를 균형적으로 발전시키고 사회·문화·체육·보건·환경 등 제반 분야의 협력과 교류를 활성화하여 서로의 신뢰를 다져 나가기로 하였다.
5. 남과 북은 이상과 같은 합의사항을 조속히 실천에 옮기기 위하여 빠른 시일 안에 당국 사이의 대화를 개최하기로 하였다.

## 경제
1946년 조선민주주의인민공화국 정부가 공식수립이전인 북조선 인민위원회가 설립했을 때 무상분배, 무상몰수 토지개혁 및 주요산업등 국유화를 단행했다. 1950년대에는 한국전쟁으로 인하여 피폐해진 국토와 전후 복구사업을 재건하기 위해 3개년 계획과 5개년 개발계획, 천리마운동 등을 전개하여 나아갔다. 이무렵에는 모든 농지의 협동 농장화와 생산력 증대를 위한 노동 강화운동, 사상, 기술, 문화의 혁명등을 추진해 나아갔으며 경제성장도 8%였다.
그러나 1980년대에 들어서면서 공산주의 체제의 모순과 한계가 드러남에 따라 생산력 저하와 공산주의 사회주의권 국가들의 몰락으로 인하여 교역 상대국이 상실되었고, 오늘날 에너지와 원자재, 식량 등 심각한 경제고를 겪고있다. 1990년대 이후 들어서는 매년 마이너스 경제 성장율을 보이고있다. 이에 조선민주주의인민공화국정부 내에서는 이러한 위기를 해결하고자 1984년에 합영법제정, 1994년에는 신합영법개정하여 1991년에는 나진, 선봉 자유무역지대 설치, 2002년에는 신의주 경제 특구 설치, 개성공단 설치등 함으로써 일부지역에만 자유무역지대를 설치하고 '제한적 개방'을 표방하고 있다.
하지만 겉으로는 달리, 북한의 경제는 침체되어가고 있었다.
결국, 서울올림픽에 대응하여 주최한 행사로 인하여 북한의 경제는 큰 타격을 입었고, 고난의 행군까지 가버리는 사태가 발생한다.
이로써, 북한의 경제정책은 실패했다는 것이 증명되었다.
2000년대 들어서, 북한은 외자 유치를 위해 필사의 노력을 다하고 있다.
나진, 선봉지역에, 신의주 공업 자유지대, 개성공단등, 중국과 대한민국의 자본 유치를 위해 노력하고 있다.
하지만, 불확실성 때문에 투자를 꺼려하는 사람들이 많다.

## 연혁
- 1945년 8월 8일: 소비에트 연방(소련)이 일본 (日本)에 선전 포고. 일제강점기에 놓여 있었던 한반도 북부를 군사 점거하였다.
- 1945년 8월 15일 이후: 포츠담 선언에 따라, 북위 38선이북의 5도에 소련군이 진주. 진주 지역에서 각 급 인민위원회를 설치되었다.
- 1945년 10월 10일: 조선공산당 발족. (조선노동당 창건일)
- 1945년 11월 23일: 신의주 반공학생사건 발생
- 1946년 2월 8일: 소련 군정의 지시에 따라, 사회주의 국가의 건국 준비를 위한 북조선림시인민위원회가 건설되었다.
- 1946년 2월 8일 소비에트 연방(소련) 점령군 사령부는 북조선임시인민위원회를 발족시켜 북조선에서 사실상의 단독 정부로 가능케 했다. 위원장에는 김일성, 부위원장에는 김두봉, 서기장에는 강양욱이 선출되었다.
- 1946년 11월 3일 총선거를 실시하여, 453명의 여성을 포함한 3,458명의 도·시·군 인민위원회의 대의원을 선출하였다.
- 1948년 2월 6일 북조선인민회의 제4차 회의에서 헌법제정위원회가 작성한 헌법 초안을 검토해 조선인민군의 창설을 결정하였다.
- 1948년 2월 8일 조선인민군의 창설을 발표하였다.
- 1948년 4월 27일 북조선인민회의 특별회의에서 조선민주주의인민공화국 헌법 초안이 승인되었다.

### 소비에트 연방의 군정치 이후의 조선민주주의인민공화국
- 1948년 2월 8일: 조선인민군이 창설되다.
- 1948년 8월: 최고인민회의의 대의원 선거가 실시되었다.
- 1948년 9월 9일: 최고인민회의가 헌법을 채택, 북위 38선 이북에 마르크스-레닌주의를 이념으로 한 '조선민주주의인민공화국'  수립. 김일성이 수상에 취임.
- 1949년: 주요 정당 단체를 결집한 조국통일민주주의전선 결성.
- 1949년 6월: 조선노동당 성립, 김일성이 중앙위원장에 취임.
- 1950년 6월 25일: 조선인민군이 한반도의 적화 통일을 목표로 대한민국에 침공, 대한민국 국군과 교전 상태가 되어 한국 전쟁이 시작되다.

전쟁 중 오기섭, 박헌영, 김두봉, 허가이 등이 김일성의 독재를 위해 숙청되다.
- 1956년 8월 29일: 소련파의 박창옥, 연안파의 최장익 등이 김일성에게 도전하지만 숙청되다.
- 1968년 1월 23일: 푸에블로 호 납치사건 발생. 미해군 정보수집함 푸에블로 호를 해상에서 나포한 사건
- 1972년: 김일성의 정적 숙청이 완료되고 조선민주주의인민공화국 사회주의헌법이 제정되다.
- 1973년: 후계자론이 최초로 거론되고 김정일이 전면에 나서기 시작하다.
- 1977년: 조선민주주의인민공화국 사회주의헌법에서 국가의 공식 이념이 마르크스-레닌주의에서 주체사상으로 바뀌다.
- 1988년 11월 7일: 조선민주주의인민공화국에서 제13차 세계청년학생축전이 평양에서 개최, 평양에서 가장 큰 건물인 유경호텔이 건설되기 시작됨(1995년에 건설이 중단됨).
- 1991년 9월 17일: 조선민주주의인민공화국과 대한민국이 UN 동시 가입.
- 1994년 7월 8일: 조선민주주의인민공화국의 초대 주석 김일성이 사망하다.

### 김일성 사망 이후의 조선민주주의인민공화국
- 2000년 6월 15일: 6·15 남북 공동선언
- 2002년 4월 1일: 매스게임과 집단공연인 아리랑이 메이데이스타디움(5月 1日 競技場)에서 5개월간 공연되다.
- 2002년 12월 1일: 조선노동당기관지 로동신문이 편집체제를 변경하다.
- 2003년 10월 1일: 평양직할시 보통강구역에 대한민국과 조선민주주의인민공화국이 합작하여 만든 체육관이 건설되다.
- 2004년 7월 19일: 제7차 남북군사회담을 통해 조선민주주의인민공화국 정부가 남한 주민에게 방송하는 구국의 소리 방송을 운영을 중단할 것을 합의했다.
- 2004년 4월 15일: 평양볼링장에서 "제8차 볼링선수권대회"를 개최하다. (김일성 국가 주석이 평양볼링장을 방문한 8돌을 맞이하여)
- 2005년 8월 15일: 경기도 고양시에서 8.15 광복 60돌을 맞이하여 열린 남북축구대회가 벌어지다.
- 2005년 9월 15일: 평양직할시의 중구역의 아파트들이 너무 낡고, 붕괴될 가능성이 높아 재개발을 하기 시작함. 이와 같은 날에 보통강구역의 천리마거리, 중구역의 해방산거리를 재개발하기 시작함.
- 2005년 10월 10일: 중화인민공화국(중국)과 조선민주주의인민공화국이 합작하여 대안친선유리공장이 만들어지다.
- 2005년 10월 29일: 중화인민공화국(중국)의 주석이며, 중국공산당 총서기인 후진타오주석이 평안북도 대안군을 방문하다.
- 2005년 11월 1일: 조선민주주의인민공화국의 금융기관인 "동북아시아은행"에서 신용카드를 출시하다.
- 2005년 11월 29일: 조선민주주의인민공화국의 조선중앙방송에서 인민생활공채(복권)에서 당첨된 번호들을 발표하다.
- 2006년 1월 3일 조선민주여성동맹의 김정숙 위원장에게 이집트 문화 및 국제문명대화를 위한 전문동맹이 상과 업적칭송증서를 김정일 조선노동당 총비서에게 이집트 문화 및 국제문명대화를 위한 전문동맹이 상과 업적칭송증서를 전달하다. (1월 3일 조선중앙통신)
- 2006년 1월 4일 조선로동당 기관지 "로동신문"이 논설을 통하여 "테러와의 전쟁"을 벌이고 있는 미국의 실태에 대하여 강력하게 비판했다.
- 2006년 1월 6일 조선컴퓨터센터에서 운영하고 있는 인터넷 웹사이트 "내나라"가 온라인 쇼핑코너를 마련하다.
- 2006년 1월 13일 김정일 조선노동당 총비서는 중화인민공화국(중국)을 비공식 방문하여 중화인민공화국의 국가주석인 후진타오를 만나 정상회담을 벌였다.
- 2012년 4월 15일 김정은이 "김일성 탄생 100돐"을 맞으며 실시한 열병식에서 기념육성연설을 하다.
- 2012년 10월 12일 "모란봉악단"을 창설하여 시험공연을 실시. 외국곡을 전자음악으로 연주하고 이색적인 공연을 펼치다.
- 2012년 12월 17일 김정은 제1위원장의 지시에 따라 인공로켓 "은하 3호"를 평안북도 철산군 동창리 로켓기지에서 발사하다.
- 2013년 1월 9일 김정은 제1위원장이 "신년사"를 집필, 발표하여 경제발전에 대한 여러 가지 공약들을 제시하다.

## 같이 보기
- 아시아의 역사
- 동아시아의 역사
- 한국의 역사
- 한국의 선사 시대
- 민족사학
- 조선민주주의인민공화국의 정치
- 한반도 분쟁

## 참고자료
- 강준만, 《한국현대사산책》〈1940년대편 2권〉(인물과사상사, 2004) 149쪽.
- 2000년 6월 15일 이후의 자료들은 조선민주주의인민공화국의 조선중앙통신과 대한민국의 연합뉴스의 보도를 분석하여 작성한 것임.